# صرصور شرقي
الصرصور الشرقي (Blatta orientalis) هو نوع من الصراصير كبيرة الحجم، والتي يصل طولها عند البلوغ إلى حوالي 1 بوصة (2.5 سـم). ويتفاوت لون الصرصور الشرقي بين البني الداكن والأسود، وله جسمٌ لامع. ولدى أنثى الصرصور الشرقي مظهر مختلف بعض الشيء عن الذكر، فهي تبدو عند النظر إليها بشكل سريع وعرضي بلا أجنحة، غير أن لديها جناحين قصيرين للغاية تحت الرأس مباشرة وهما بلا وظيفة. كما أن جسمها أعرض من جسم الذكر. وللذكر أجنحة بنية طويلة تغطي معظم جسمه الذي يميل إلى النحافة. ويستطيع الذكر غريب الأطوار أن يطير لمسافات قصيرة ما بين مترين وثلاثة أمتار. وتشبه أنثى الصرصور الشرقي إلى حد ما صرصور غابات فلوريدا، ويؤدي هذا التشابه للخلط بينهما. يعيش في المناطق الساحلية في درجات حرارة 30-35 درجة مئوية بالاضافة إلى الرطوبة وتعيش في المجاري ونادر الحصول عليها في الحمامات

## البيئة
تتصف الصراصير الشرقية بالبطء النسبي بالمقارنة مع الأنواع الأخرى، وكثيرًا ما يُطلق عليها اسم "حشرات الماء"؛ حيث تفضل الأماكن المظلمة الرطبة. وتوجد هذه الصراصير بالقرب من المواد العضوية المتحللة، كما توجد في البالوعات ومصارف المياه، والسراديب الرطبة، والشرفات، وأماكن أخرى رطبة. كما يمكن العثور عليها بين الحشائش والنباتات الصغيرة، وتحت البقايا من أوراق الشجر وقطع الخشب التي تغطي التربة، وفي الأماكن الرطبة الأخرى. وتعتبر هذه الصراصير من الآفات المنزلية في الولايات المتحدة في قطاعات من الشمال الغربي، والوسط الغربي، وغرب الولايات المتحدة.

## التكيف
تحتاج الصراصير إلى مخبأ حتي تنمو وتتكاثر. وتفضل الأماكن الدافئة، وإذا أمكن ذات الرطوبة العالية نسبيًا، كما تحتاج إلى مصدر غذاء أو سوائل. وتكون درجة الحرارة المُثلى بالنسبة للصراصير الشرقية ما بين 20 درجة مئوية (68 فهرنهايت) و29 درجة مئوية (84 فهرنهايت). لأنثى الصرصور الشرقي أغلفة باطنية (أجنحة أمامية صغيرة) غير وظيفية، بينما للذكر أغلفة باطنية أطول. والصراصير كائنات ليلية بشكلٍ رئيسي. وقد تكون الصراصير الشرقية مراوغة، فإنه عند تفقد مخابئها بالنهار ربما لا نجد أثرًا لوجودها.

## الفروق

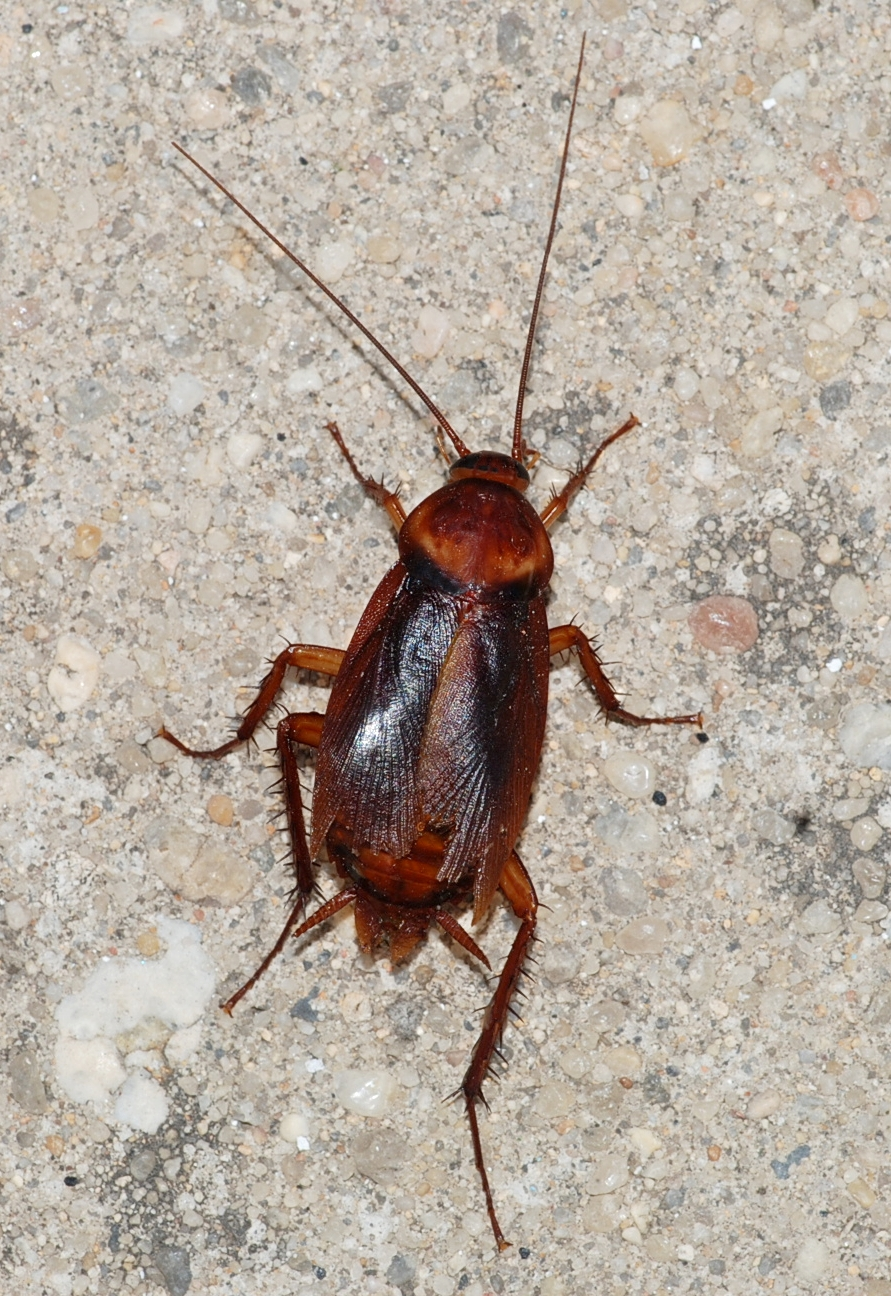
الصرصور الشرقي (أنثى)

تدل حاويات البيوض على وجود الصراصير.وهي“أغلفة” تحتوي حتى ست عشرة بيضة، وهذا عدد البيوض بالنسبة للصراصير الشرقية. تضع الإناث هذه الحاويات ثم تفقس البيوض بمفردها بعد قرابة الشهرين. ويصعب التخلص من الصراصير الشرقية أكثر من غيرها من الصراصير، فعلى الرغم من سهولة قتل البالغ منها باستخدام المبيدات الحشرية إلا أن المبيدات تتبخر، وهكذا، وبعد مرور شهرين، تتمكن الإناث من فقس حوريات جديدة.

## مقارنة بين ثلاثة أنواع معتادة من الصراصير
| الصرصور            | الصرصور الألماني                                                 | الصرصور الشرقي                                              | الصرصور الأمريكي                      |
| الحجم              | 12 مـم (1.2 سـم) إلى 15 مـم (1.5 سـم)                            | 25 مـم (2.5 سـم) إلى 30 مـم (3.0 سـم)                       | 28 مـم (2.8 سـم) إلى 43 مـم (4.3 سـم) |
| البيئة             | المباني المُدفَّأة، درجة الحرارة المُثلى 32 درجة مئوية (90 فهرنهايت) | 20 درجة مئوية (68 فهرنهايت) إلى 29 درجة مئوية (84 فهرنهايت) | مثل الألماني                          |
| مدة نمو الحوريات   | 6 إلى 12 أسبوعًا                                                  | 6 إلى 12 شهرًا                                               | 4 إلى 15 شهرًا                         |
| العمر الافتراضي    | 6 إلى 9 شهور                                                     | 1 إلى 1,5 سنة                                               | 1 إلى 1,5 سنة                         |
| هل يستطيع الطيران؟ | لا                                                               | لا                                                          | نعم                                   |

## معرض الصور

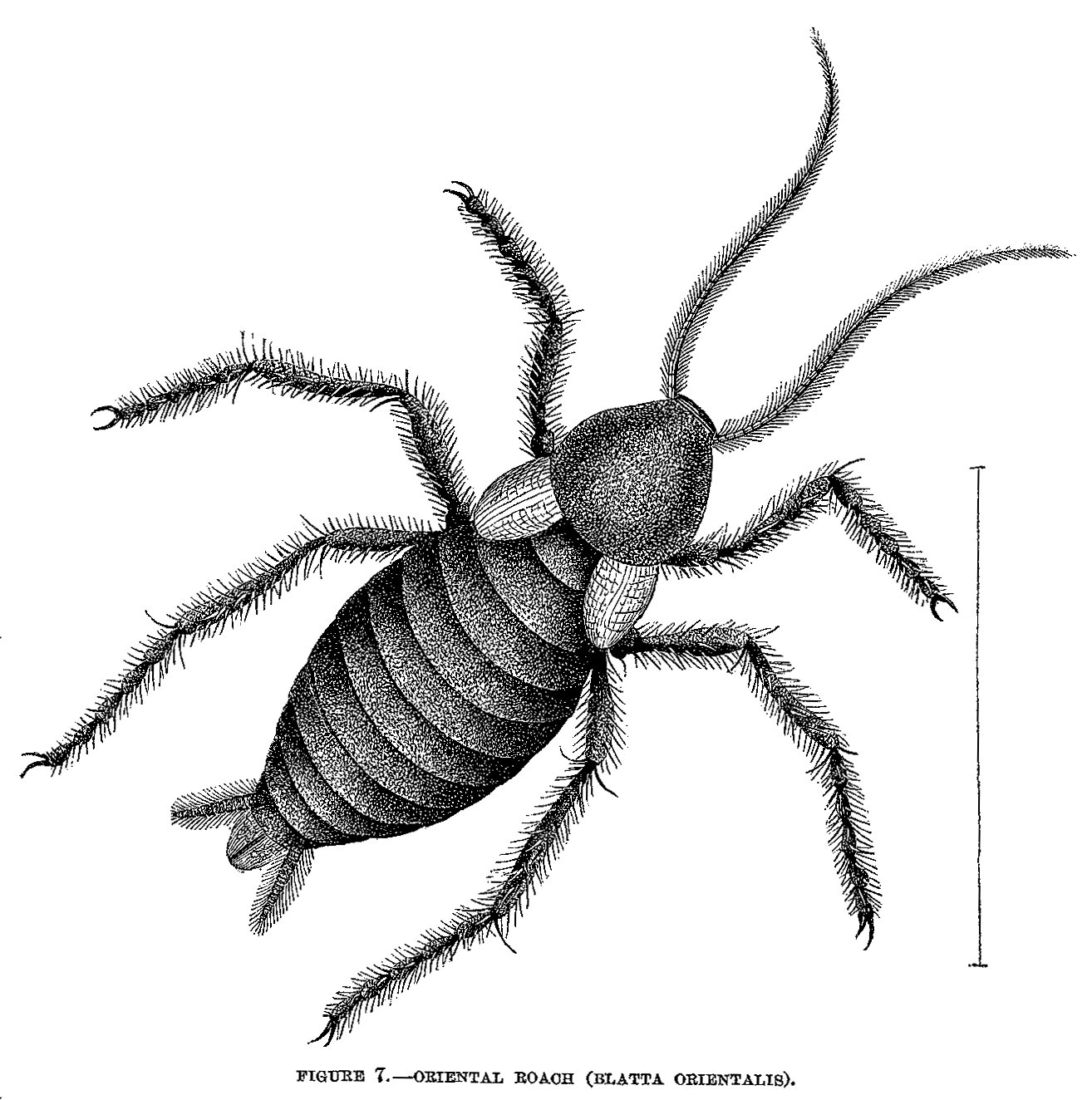
رسم حفري للصرصور الشرقي يعود تاريخه إلى القرن التاسع عشر.
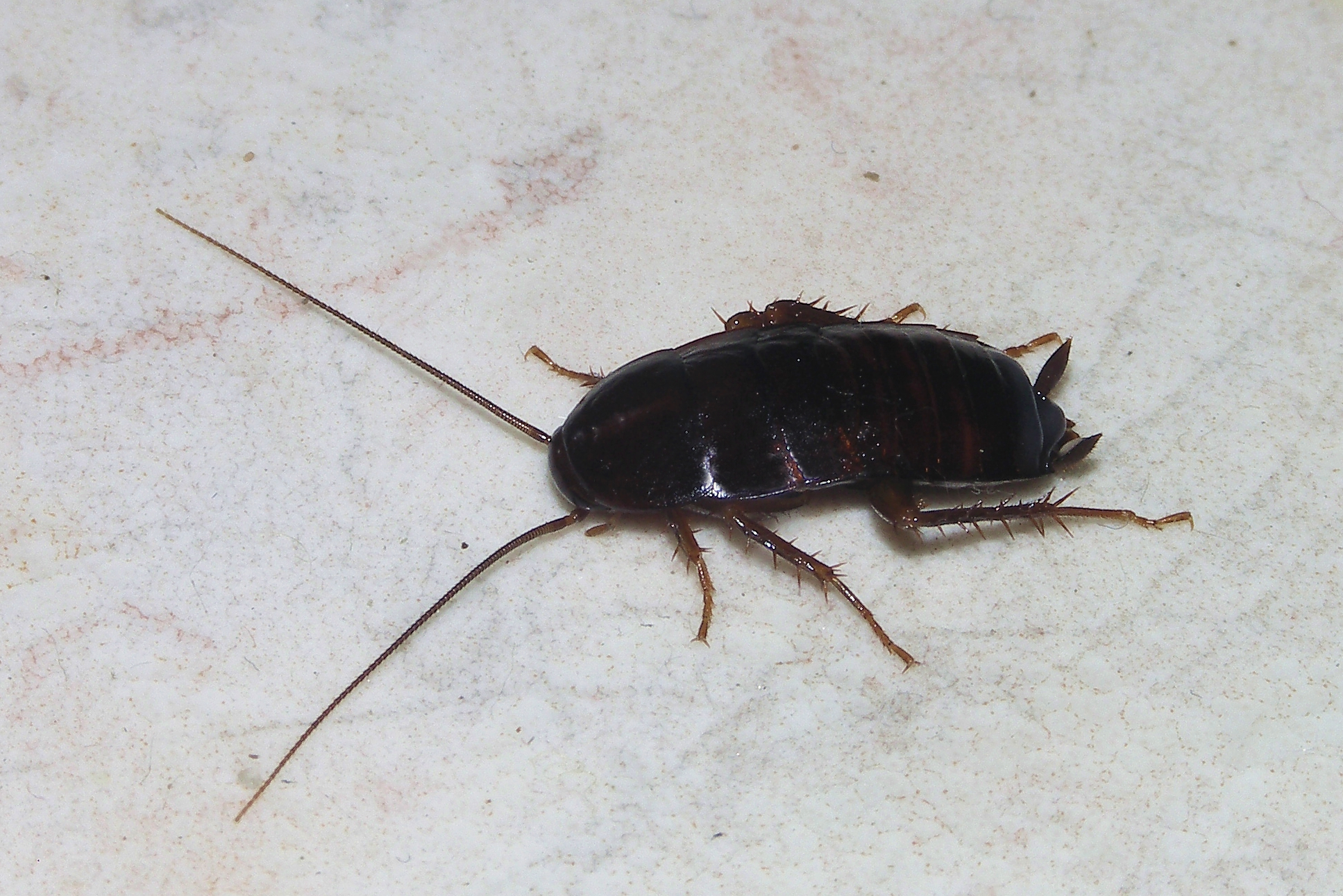
أنثى الصرصور الشرقي.
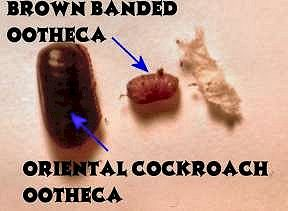
مقارنة بين حجم حاويات الصرصور الشرقي وحجم الحاويات البنية المُعَصَّبة.
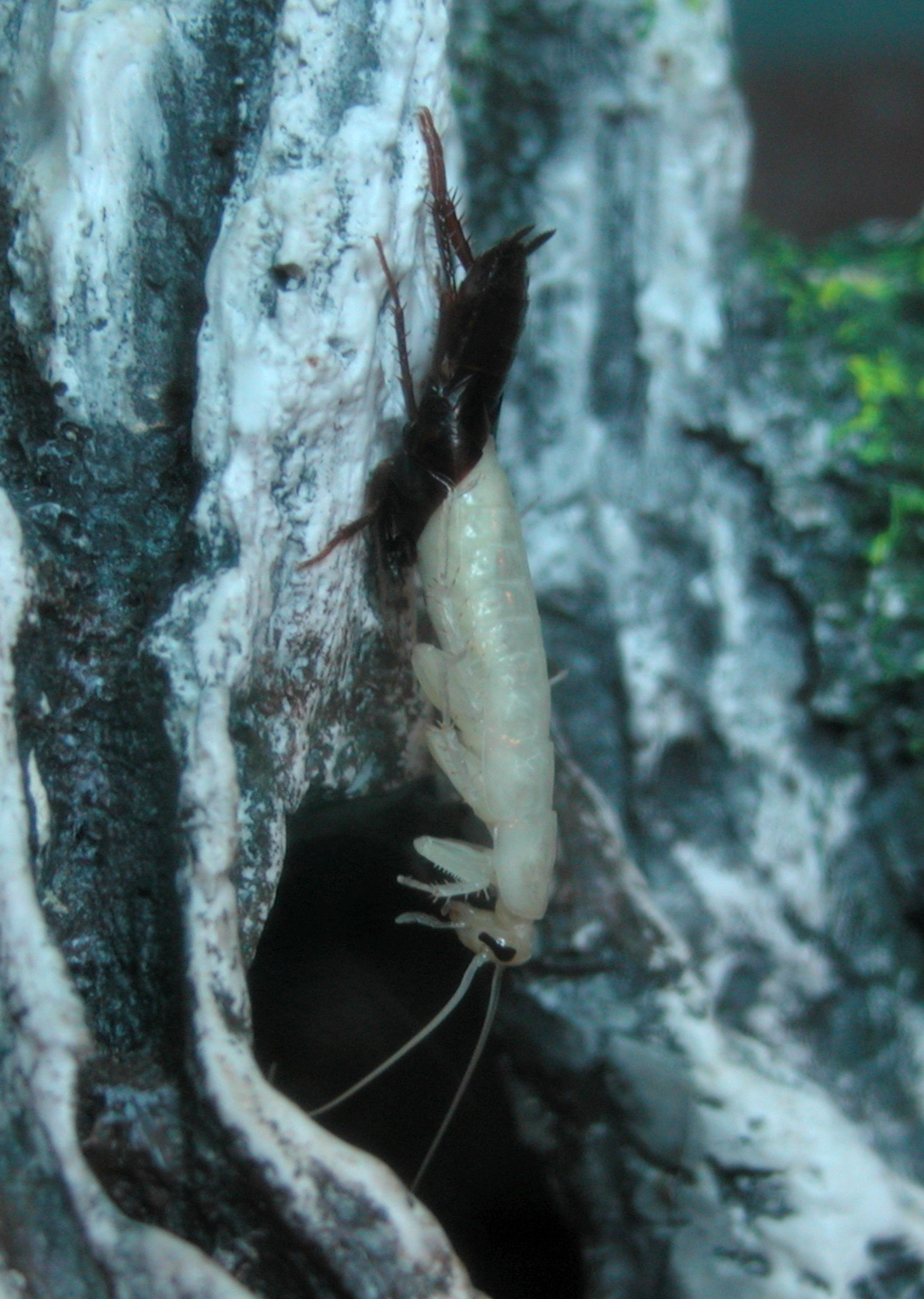
البلاتا أورينتاليس أثناء عملية الانسلاخ.

## وصلات خارجية
- oriental cockroach on the جامعة فلوريدا / IFAS Featured Creatures Web site
- oriental cockroach egg parasitoid on the جامعة فلوريدا / IFAS Featured Creatures Web site.